# محاذاة العملة
اتجاه العملة المعدنية، أو محاذاة العملة (أو تبايناتها)، هي العلاقة بين الاتجاه الرأسي للصورة على وجهي العملة. وتُسمى العلاقتان الأساسيتان الاتجاه الميدالي واتجاه العملة. قد تحدث اتجاهات أخرى في العملات المعدنية ذات الأخطاء عند تدوير الصور على وجهي العملة عن اتجاهاتها المقصودة.

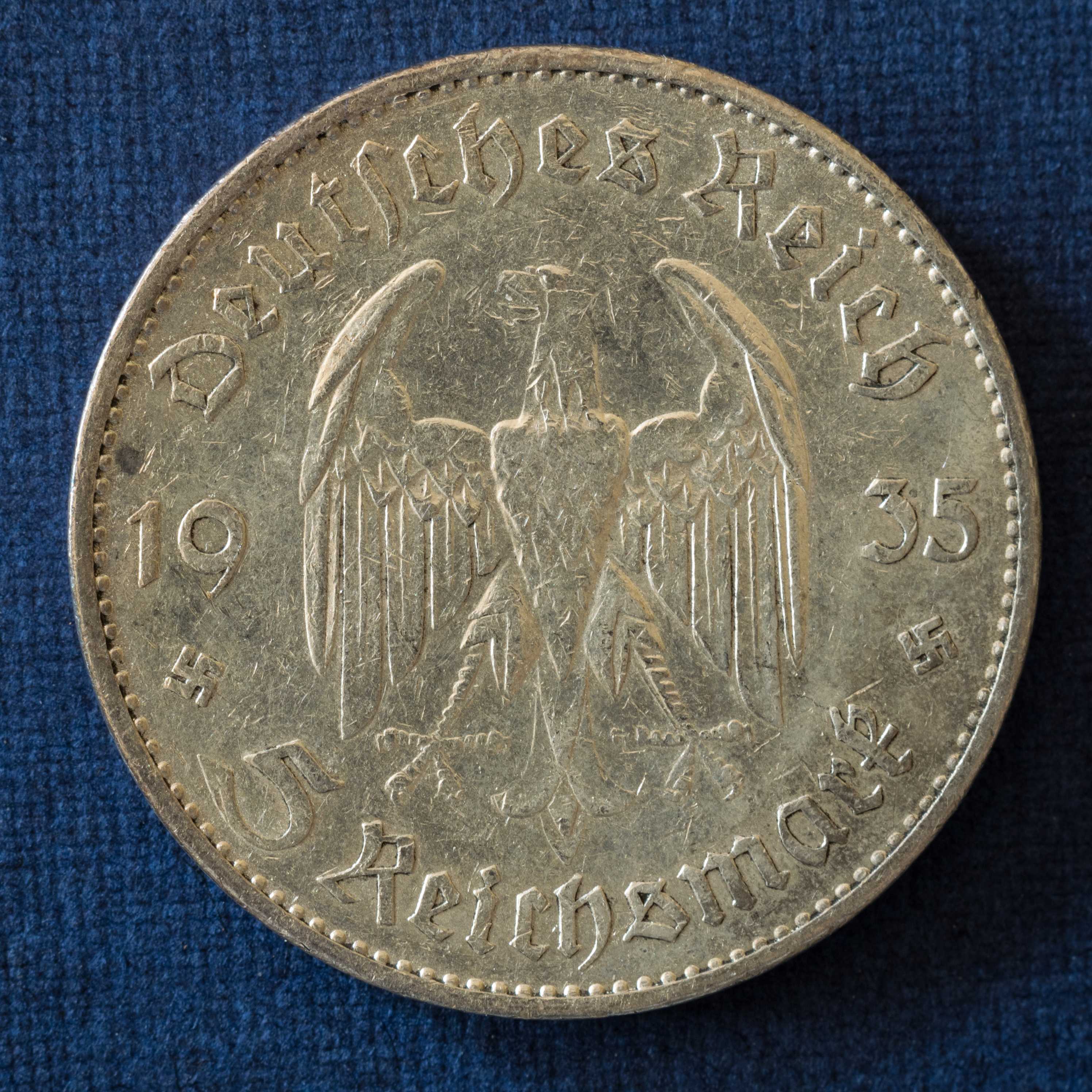
عملة معدنية

## التوجه الميدالي
يُشتقّ اسم "توجيه الميدالية" (أو محاذاة الميدالية، أو أشكالها المختلفة) من الميداليات المُعلّقة على زيّ رسمي. لعرض الميدالية بشكل صحيح، عندما يكون وجهها مُوجّهًا للأعلى، يجب أن يُظهر دورانها لليسار أو لليمين أن وجهها الآخر مُوجّه للأعلى أيضًا. وبالتالي، يتشارك الجانبين الوجه والظهر نفس الموضع. في بريطانيا، يُطلق على هذا أحيانًا اسم "التداول البريطاني". للعملات البريطانية، ومعظم عملات دول الكومنولث الأخرى، وعملات الين الياباني، وعملات اليورو، اتجاه ميدالي.

## اتجاه العملة المعدنية
محاذاة العملات المعدنية أو اتجاهها هو عندما تكون قمم التصاميم متقابلة. نشأ هذا المفهوم كنمط غربي تبنته دول مثل اليابان في أواخر القرن التاسع عشر. تُعد عملات الولايات المتحدة من بين العملات التي تتميز بمحاذاة العملات.

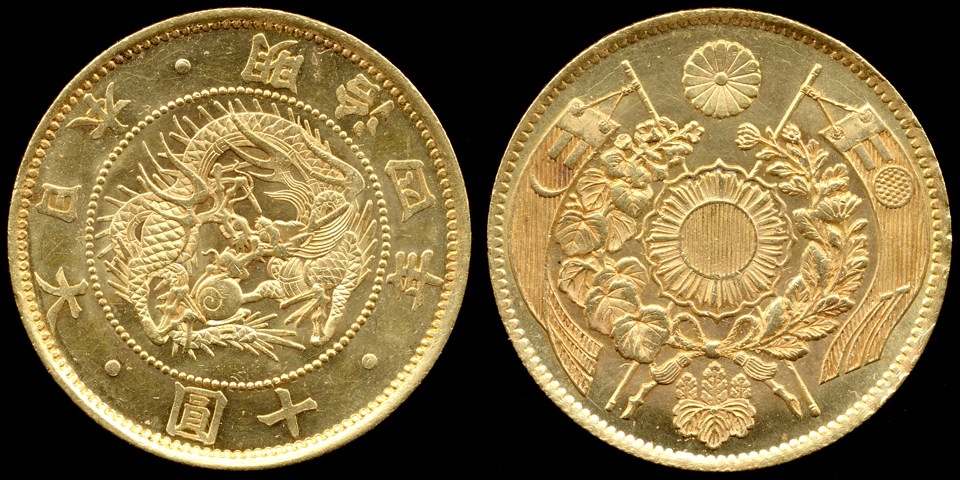
عملة الين الياباني

## روابط خارجية
- اتجاه العملة